# 大弗勒内勒
大弗勒内勒（法語：Frenelle-la-Grande，法語發音：[fʁənɛl la ɡʁɑ̃d] ⓘ）是法国大东部大区孚日省的一个市镇，与小弗勒内勒相邻，属于讷沙托区。

## 地理
大弗勒内勒（48°21'22"N, 6°5'5"E）面积5.5 平方千米，位于法国大東部大區孚日省，该省份为法国东北部内陆省份，北起默兹省和默尔特-摩泽尔省，西接上马恩省，南至上索恩省和贝尔福地区省，东临上莱茵省和下莱茵省。
与大弗勒内勒接壤的市镇（或旧市镇、城区）包括：皮济约、布藏维尔、桑图瓦地区弗赖讷、昂巴库尔、布兰库尔、小弗勒内勒。
大弗勒内勒的时区为UTC+01:00、UTC+02:00（夏令时）。

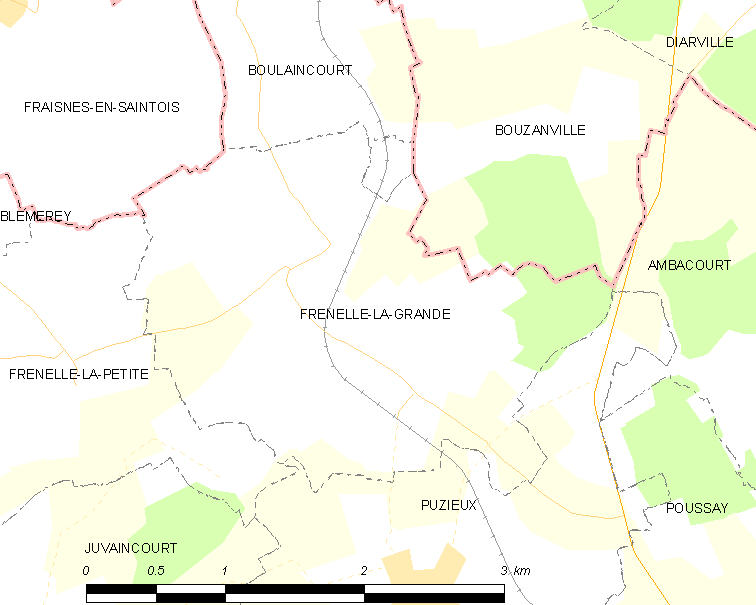
大弗勒内勒的OSM定位图

## 行政
大弗勒内勒的邮政编码为88500，INSEE市镇编码为88185。

## 政治
大弗勒内勒所属的省级选区为米尔库尔县。

## 人口

1962-2008年间大弗勒内勒人口变化图示

大弗勒内勒于2022年1月1日时的人口数量为101人。